# Senné (powiat Michalovce)
Senné – wieś (obec) na Słowacji położona w kraju koszyckim, w powiecie Michalovce. Pierwsze wzmianki o miejscowości pochodzą z roku 1263. 
Według danych z dnia 31 grudnia 2012, wieś zamieszkiwały 732 osoby, w tym 359 kobiet i 373 mężczyzn.
W 2001 roku pod względem narodowości i przynależności etnicznej 98,27% mieszkańców stanowili Słowacy, a 1,07% Czesi.
Ze względu na wyznawaną religię struktura mieszkańców kształtowała się w 2001 roku następująco:
- Katolicy rzymscy – 90,28%
- Grekokatolicy – 7,19%
- Ewangelicy – 0,13%
- Ateiści – 0,13%
- Nie podano – 0,8%